# Leonore Gewessler
Leonore Gewessler (Graz, 15 settembre 1977) è una politica austriaca dei Verdi, dal 7 gennaio 2020 al 3 marzo 2025 Ministro federale per la protezione del clima, l'ambiente, l'energia, la mobilità, l'innovazione e la tecnologia della Repubblica d'Austria nei governi Kurz II, Schallenberg e Nehammer.
Dal 2014 al 2019 è stata Managing Director dell'organizzazione ambientalista Global 2000

## Biografia
Gewessler ha frequentato la scuola elementare nella comunità della Stiria orientale di Sankt Marein bei Graz e la Wirtschaftskundliche Bundesrealgymnasium Graz (WIKU). Ha conseguito una laurea in Scienze Politiche con particolare attenzione allo sviluppo internazionale presso l'Università di Vienna. Gewessler ha lavorato nel 7º distretto di Vienna Neubau come direttore dell'ufficio dell'amministrazione distrettuale. Lì è stata coinvolta nello sviluppo urbano sostenibile e nella partecipazione dei cittadini. 
Dal 2008 al 2014 è stata direttrice fondatrice della Green European Foundation (GEF) a Bruxelles, la fondazione politica del Partito Verde Europeo.

### Controversie intorno all’approvazione della Nature Restoration Law
Il 18 giugno 2024, durante una sessione del Consiglio dell'Unione europea sulla “Nature Restoration Law”, una proposta di legge particolarmente controversa e dibattuta in ambito ambientale, si è resa partecipe al momento del voto di un’insubordinazione contro gli ordini del suo stesso governo, il quale, nonostante avesse già comunicato alla presidenza di turno la sua intenzione di astenersi (facendo dunque naufragare la proposta secondo i regolamenti interni), ha visto invece la stessa essere approvata proprio grazie al voto favorevole di Gewessler.
Questa situazione ha determinato un grave contesto di insofferenza da parte del Cancelliere federale dell'Austria, Karl Nehammer, il quale, pur avendo dichiarato di non voler far cadere il governo ed indire elezioni anticipate (comunque previste per il 2024), ha comunque istruito, per questa ragione, la procura generale di incriminare, tra le altre cose, Gewessler per abuso d’ufficio, nonostante quest’ultima abbia successivamente dichiarato di aver ritenuto di agire secondo la legge, poiché rientrante in una fattispecie costituzionale di competenza decisionale al singolo ministro, e perché l’Unione europea ha in ogni caso ritenuto valido il voto.